# Allāh Morād
Allāh Morād (persiska: دِه نُوِ اَلّاه مُراد, اَلّاه مُراد, Deh Now-e Allāh Morād, الله مراد) är en ort i Iran.   Den ligger i provinsen Chahar Mahal och Bakhtiari, i den centrala delen av landet, 500 km söder om huvudstaden Teheran. Allāh Morād ligger 2 063 meter över havet och antalet invånare är 263.
Terrängen runt Allāh Morād är kuperad åt nordost, men åt sydväst är den bergig. Runt Allāh Morād är det ganska glesbefolkat, med 38 invånare per kvadratkilometer. Närmaste större samhälle är Ābzīr, 13,2 km sydväst om Allāh Morād. Omgivningarna runt Allāh Morād är i huvudsak ett öppet busklandskap.